# استرودا
استرودا (به لاتین: Ostróda) یک شهر در لهستان است که در شهرستان استرودا واقع شده‌است.

## خصوصیات
استرودا ۱۴٫۱۵ کیلومترمربع مساحت و ۳۳٬۱۹۱ نفر جمعیت دارد.

## خواهرخوانده
شهرهای تاوراگه و اویتروده آم هارتس خواهرخوانده‌های استرودا هستند.